# Simon de Bardi
Messer Simon de Bardi ou Simon Bardi (en italien : Simone di Geri de' Bardi ; fl. 1280-1346) est un banquier et chevalier florentin de la famille Bardi, époux de Béatrice Portinari.

## Homonymie
Il fut longtemps difficile de trouver quel Simon de Bardi était l'époux de Béatrice. Le nom d'un Simon de Bardi apparaît dans le testament de son beau-père Folco Portinari (daté du 15 janvier 1288), dans le paragraphe dans lequel il lègue à sa fille : « Item, dominæ Bici etiam filiæ suæ et uxori domini Simonis de Bardis legavit de bonis suis libras L ad florenos ». Le silence presque général des sources sur le père fit que l'on ne savait pas quelle était la place de Simon dans la vie florentine ni qui il était, car il y avait de nombreux Simon de Bardi contemporains du mari de Béatrice Portinari (Simone di Nello di Simone ; Simone di Giuliano di Ricco ; Simone di Geri di Ricco ; Simone del fu Cino di messer Iacopo ; Simone di messer Iacopo ; etc.), ce qui amena les chercheurs (tels Giovanni Andrea Scartazzini ou Isidoro Del Lungo) à se mélanger en essayant de lui donner une identité.
Dans un code Magliabechiano du Quattrocento, il y a de nouvelles informations (bien que toujours incomplètes car le manuscrit est détérioré) qui sont certainement très anciennes même si elles ne furent pas composées en même temps que le texte latin : « essa… era stata anima nobile di mona Biatrice figliuola che ffu… Folco de' Portinari di Firenze e moglie che fue di me… di Geri de' Bardi di Firenze ». Boccace parle de la Béatrice historique, et il indique : « e [Beatrice] fu moglie di un cavaliere de' Bardi chiamato messer Simone »,.
Del Lungo, à la lumière de nouvelles recherches effectuées à la maison Ginori, située dans le quartier Saint-Jean de Florence, fait remarquer que le Simon auquel les livres comptables des Bardi font allusion comme mari de Béatrice Portinari, est le seul parmi ses contemporains homonymes à être appelé dominus, réservé aux avocats, aux chevaliers, aux ecclésiastiques.

## Biographie
Né Simone di Geri de' Bardi, il appartient à la branche cadette de la famille Bardi, de riches banquiers de Florence et connaissance des Portinari. Dans les archives des Bardi, un acte notarié de 1280 entre Simon et son frère Cecchino, auquel il cède des terres, indique que Béatrice est âgée de quinze ans. Ce mariage n'est pas d'amour, mais souhaité par Foulque Portinari, qui doit se trouver des alliés,. En 1290, son beau-père meurt et sa femme hérite de 50 florins. D'apès Del Lungo, il a occupé à plusieurs reprises les fonctions de podestat (à Volterra en 1288) et de capitaine du peuple (à Prato en 1290 et à Orvieto en 1310).
Parmi les actes du notaire Biagio Boccadibue (1298-1314), Simon de feu Geri de Bardi (Simone del fu Geri de' Bardi) dut payer une amende quand, avec d'autres personnes, il prit la défense d'Andrea, fils de messire Tommaso de Mozzi, qui fut finalement reconnu coupable d'avoir battu un roturier. En 1300, il participa à une conspiration contre les Cerchi, mais cela fut découvert ; mais si bien des conspirateurs furent jugés et condamnés, il ne paya qu'une amende. Le 22 mai 1305, Simon nomme son frère Cecchino procureur pour la possession de certains avoirs donnés par les Mozzi. Et le 20 avril 1306, Simon acheta à Vanni de Mozzi, le château de Moriano dans le val de Greve et d’autres biens qu'il mettra en location quelques mois plus tard.
En 1313, Cecchino a marié sa nièce Francesca, fille de Simon, avec Francesco de Pierozzo Strozzi. Simon avait deux autres enfants, Bartolo et Gemma (mariée à un Baroncelli) ; mais on ne sait pas s'ils sont issus de Béatrice (morte en 1290) ou de sa deuxième épouse, Sybille de Puccio Deciaioli, dont il a eu dix enfants. En 1315, il s'oppose à Philippe Ier de Tarente en prenant parti pour le condottière Uguccione della Faggiola. Dans les archives publiques de Florence, Del Lungo trouve un dominus Symon de Bardis nommé capitaine du peuple à San Miniato le 18 décembre 1329, pour y rester à ce poste pendant six mois à partir du 10 février 1330. Durant l'été 1346, des rumeurs veulent qu'une poignée de riches Florentins prennent possession de la ville et un notaire est condamné pour avoir faussement accusé Simon d'avoir demandé à une connaissance : « Vultis accedere et consentire ad mutationem praesentis status civitatis Florentiae ; placet vobis dictum statum nec ne, ? »